# David Winnick
David Julian Winnick (né le 26 juin 1933) est un homme politique du Parti travailliste britannique qui est député de Walsall North entre 1979 et 2017. Auparavant, il est député de Croydon-Sud de 1966 à 1970. 

## Jeunesse
Né dans une famille juive britannique, Winnick est directeur de publicité et président de branche du Syndicat des employés de bureau et administratifs. Il est élu conseiller en 1959 au Willesden Borough Council, puis au London Borough of Brent. 

## Carrière parlementaire
Après s'être présenté sans succès à Harwich en 1964, Winnick est élu en 1966 comme député de Croydon South (maintenant la zone couverte à peu près par Croydon Central), battant le sortant Richard Thompson. Il perd le siège au profit de Thompson en 1970. Après avoir obtenu un diplôme en administration sociale à la London School of Economics, il s'est de nouveau présenté sans succès à Croydon Central en octobre 1974 et est élu à Walsall North en 1979. 
Winnick est généralement considéré comme étant à la gauche du Parti travailliste et est fortement attaché aux droits de l'homme. Cet engagement a fait de lui une voix forte à la Chambre des communes contre les talibans et Saddam Hussein et il a soutenu l'invasion de l'Irak en 2003. 
Il est membre de l'organe parlementaire britannico-irlandais depuis sa formation en 1990 et coprésident britannique de 1997 à 2005. 
Le 9 novembre 2005, l'amendement de Winnick à un projet de loi du gouvernement sur la détention des suspects de terrorisme sans procès, proposant que la durée maximale de détention soit de 28 jours au lieu de 90, est adopté à la Chambre des communes par 323 voix contre 290, peu de temps après que la proposition du gouvernement de 90 jours ait été rejetée par 322 contre 291. Il s'agissait de la première défaite de Tony Blair à la Chambre des communes lors d'un vote sensible, où des consignes de vote avaient été données.   
Winnick joue un rôle de premier plan dans la campagne pour forcer la démission du président de la Chambre des communes, Michael Martin. Cela faisait suite à la controverse de mai 2009 concernant la divulgation des dépenses par les députés . 
Lors des élections générales de 2010, Walsall North est l'un des sièges les plus contestés aux élections, et Winnick est réélu avec une majorité considérablement réduite de 990 voix, contre 6640 aux élections précédentes cinq ans plus tôt . En 2015, cependant, Winnick obtient une confortable majorité de 1 937 voix, malgré une perte nette de sièges pour le Parti travailliste . Dans son discours de victoire, il a critiqué la manière dont son adversaire conservateur avait mené sa campagne électorale. 
En 2017 (toujours contre la tendance nationale), il est battu par le candidat du Parti conservateur Eddie Hughes par 2601 voix . 